# Vidya Balan
Vidya Balan (Palakkad, 1 januari 1978) is een Indiaas actrice die voornamelijk in Hindi films speelt.

## Biografie
Vidya Balan begon haar carrière als actrice in de televisieserie Hum Paanch (1995), ze maakte haar filmdebuut met de Bengaalse film Bhalo Theko in 2003, en in 2005 in Bollywood met Parineeta. Ze staat bekend om haar films waarin alleen zij de hoofdrol speelt. 

## Filmografie
| Jaar | Titel                                | Rol                           | Opmerking                                |
| ---- | ------------------------------------ | ----------------------------- | ---------------------------------------- |
| 2003 | Bhalo Theko                          | Anandi                        | Bengaals                                 |
| 2005 | Parineeti                            | Lalita                        |                                          |
| 2006 | Lage Raho Munna Bhai                 | Jhanvi                        |                                          |
| 2007 | Guru                                 | Meenakshi Gupta-Saxena        |                                          |
| 2007 | Salaam-e-Ishq: A Tribute to Love     | Tehzeeb Hussain               |                                          |
| 2007 | Eklavya: The Royal Guard             | Rajjo                         |                                          |
| 2007 | Heyy Babyy                           | Isha Sahni                    |                                          |
| 2007 | Bhool Bhulaiyaa                      | Avni Chaturvedi/ Manjulika    |                                          |
| 2007 | Om Shanti Om                         |                               | cameo in nummer "Deewangi Deewangi"      |
| 2008 | Halla Bol                            | Sneha                         |                                          |
| 2008 | Kismat Konnection                    | Priya                         |                                          |
| 2009 | Paa                                  | Vidya                         |                                          |
| 2010 | Ishqiya                              | Krishna Verma                 |                                          |
| 2011 | No One Killed Jessica                | Sabrina Lal                   |                                          |
| 2011 | Urumi                                | Makkom/ Bhoomi                | Malayalam, gastoptreden                  |
| 2011 | Thank You                            | de vrouw van Kishan           | gastoptreden                             |
| 2011 | Dum Maaro Dum                        | Mevr. Kamath                  | gastoptreden                             |
| 2011 | The Dirty Picture                    | Reshma                        | gebaseerd op het leven van Silk Smitha   |
| 2012 | Kahaani                              | Vidya Venkatesan Bagchi       |                                          |
| 2012 | Ferrari Ki Sawaari                   |                               | nummer "Mala Jau De"                     |
| 2013 | Bombay Talkies                       |                               | cameo in nummer "Apna Bombay Talkies"    |
| 2013 | Ghanchakkar                          | Neetu Athray                  |                                          |
| 2013 | Once Upon ay Time in Mumbai Dobaara! |                               | cameo in nummer "Tayyab Ali"             |
| 2013 | Mahabharat                           | Draupadi                      | Stemacteur, animatiefilm                 |
| 2014 | Shaadi Ke Side Effects               | Trisha Mallik                 |                                          |
| 2014 | Bobby Jasoos                         | Bilkis Ahmed                  |                                          |
| 2015 | Hamari Adhuri Kahani                 | Vasudha Prasad                |                                          |
| 2016 | Te3n                                 | Sarita Sarkar                 |                                          |
| 2016 | Ekk Albela                           | Geeta Bali                    | Marathi, gastoptreden                    |
| 2016 | Kahaani 2                            | Vidya Sinha/ Durga Rani Singh |                                          |
| 2017 | Begum Jaan                           | Begum Jaan                    |                                          |
| 2017 | Tumhari Sullu                        | Sulochana Dubey               |                                          |
| 2019 | N.T.R: Kathanayakudu                 | Basavatarakam                 | Telugu                                   |
| 2019 | N.T.R: Mahanayakudu                  | Basavatarakam                 | Telugu, vervolg van N.T.R: Kathanayakudu |
| 2019 | Nerkonda Paarvai                     | Kalyani                       | Tamil, gastoptreden                      |
| 2019 | Mission Mangal                       | Tara Shinde                   |                                          |
| 2020 | Natkhat                              | moeder van Sonu               | korte film                               |
| 2020 | Shakuntala Devi                      | Shakuntala Devi               |                                          |
| 2021 | Sherni                               | Vidya Vincent                 |                                          |
| 2022 | Jalsa                                | Maya Menon                    |                                          |
| 2023 | Neeyat                               | Mira Rao                      |                                          |
| 2024 | Do Aur Do Pyaar                      | Kavya Ganeshan                |                                          |
| 2024 | Bhool Bhulaiyaa 3                    | Mallika/ Manjulika            |                                          |